# The Midnight Sky
The Midnight Sky è un film del 2020 diretto e interpretato da George Clooney.
La pellicola fantascientifica, ambientata in un futuro postapocalittico, è l'adattamento cinematografico del romanzo del 2016 La distanza tra le stelle (Good Morning, Midnight) scritto da Lily Brooks-Dalton ed ha come protagonisti George Clooney, Felicity Jones, Kyle Chandler, Demián Bichir e David Oyelowo.

## Trama
2049. Augustine Lofthouse è un astronomo che vive isolato in una stazione scientifica del Polo Nord. Una serie di cataclismi ha praticamente distrutto la Terra. Augustine, malato terminale, ha scelto di rifugiarsi nell'Artide, unico luogo ancora abitabile del pianeta e di non seguire gli altri esseri umani nei rifugi sotterranei, creati per sfuggire all'aria irrespirabile in superficie. Da lì, Augustine si mette in contatto con la nave spaziale Aether, di ritorno da una missione su un satellite di Giove, dove gli astronauti hanno verificato la presenza di un'atmosfera e di un clima adatti alla vita umana, quando scopre di non essere solo: una bambina di nome Iris infatti si è nascosta nella sua stazione scientifica in seguito all'evacuazione.

## Produzione
Le riprese del film, iniziate il 21 ottobre 2019, sono terminate il 7 febbraio 2020 e si sono svolte anche in Finlandia. Per interpretare il protagonista, Clooney ha perso dodici chili, venendo ricoverato per una pancreatite, causata dalla rapida perdita di peso.

## Promozione
Il primo teaser trailer del film è stato diffuso il 26 ottobre 2020, mentre il trailer esteso il giorno seguente.

## Distribuzione
Il film è stato distribuito limitatamente nelle sale cinematografiche nel dicembre 2020 e su Netflix dal 23 dicembre dello stesso anno. La pellicola è stata la più distribuita, tra i titoli della piattaforma, nelle sale di tutto il mondo durante la pandemia di COVID-19.

## Accoglienza
Il film è stato visto da settantadue milioni di account in tutto il mondo nelle prime quattro settimane di programmazione su Netflix, posizionandosi al primo posto in settantasette paesi e nei primi dieci posti in novantatré nazioni, diventando il nono film più visto di sempre sulla piattaforma.

### Critica
Sull'aggregatore Rotten Tomatoes il film riceve il 53% delle recensioni professionali positive su 176 critiche, mentre su Metacritic ottiene un punteggio di 59 su 100 basato su 38 critiche.

## Riconoscimenti
- 2021 - Premio Oscar[8]
  - Candidatura per i migliori effetti speciali a Matthew Kasmir, Christopher Lawrence, Max Solomon e David Watkins
- 2021 - Golden Globe[9]
  - Candidatura per la migliore colonna sonora originale ad Alexandre Desplat
- 2020 - Chicago Film Critics Association Awards[10]
  - Candidatura per il miglior utilizzo degli effetti speciali
- 2020 - Chicago Indie Critics Awards[11]
  - Candidatura per la miglior colonna sonora ad Alexandre Desplat
  - Candidatura per i miglior effetti visivi a Mark Kasmir, Chris Lawrence, Graham Page e David Watkins
- 2020 - National Board of Review[12]
  - Migliori dieci film dell'anno
- 2021 - Art Directors Guild[13]
  - Candidatura per la migliore scenografia in un film fantasy a Jim Bissell
- 2021 - British Academy Film Awards[14]
  - Candidatura per i miglior effetti speciali a Matt Kasmir, Chris Lawrence e David Watkins
- 2021 - Critics' Choice Awards[15]
  - Candidatura per il miglior giovane interprete a Caoilinn Springall
  - Candidatura per i miglior effetti visivi
  - Candidatura per la miglior colonna sonora ad Alexandre Desplat
- 2021 - San Diego Film Critics Society Awards[16]
  - Candidatura per i migliori effetti speciali
- 2021 - Satellite Awards[17][18]
  - Miglior colonna sonora originale ad Alexandre Desplat
  - Candidatura per la migliore fotografia a Martin Ruhe
  - Candidatura per la migliore scenografia a Jim Bissell e John Bush
  - Candidatura per i migliori effetti visivi a Mark Bakowski, Georgina Street e Jill Brooks
  - Candidatura per il miglior sonoro a Randy Thom, Dan Hiland, Todd Beckett, Danny Hambrook e Bjorn Schroeder
- 2021 - VES Awards[19]
  - Candidatura per i migliori effetti visivi in un film a Matt Kasmir, Greg Baxter, Chris Lawrence, Max Solomon e David Watkins
  - Candidatura per il miglior modello in un film a Michael Balthazart, Jonathan Opgenhaffen, John-Peter Li e Simon Aluze (per la nave spaziale Aether)